# Jan
Gustavo Cárdenas Ávila (Celaya estado de Guanajuato, 30 de abril de 1974) é um cantor e ator mexicano de telenovelas, profissionalmente todos o conhecem como Jan. Filho de Gustavo Ávila e Aurora Cardenas, tem uma irmã Aurora.

## Biografia
Jan começou sua carreira artística sendo integrante de um grupo musical chamado Sombras com o qual ele percorreu várias cidades do México.
No começo da década de 90 ele chegou a Cidade de México e recebeu a grande oportunidade de firmar contrato com uma companhia discográfica e assim pode lançar seu primero material como cantor solo em 1997. Essa produção levou o nome de Jan do qual as músicas "Chiara", "Movimiento de amor" y "Y te amo", foram bem aceitas pelo público.
Graças ao êxito obtido com seu primeiro CD, Jan recebeu sua primeira oportunidade para participar de telenovelas, seu primeiro trabalho como ator foi na telenovela juvenil Soñadoras de 1998. Depois dessa atuação ele lançou outro disco intitulado de Acaríciame el Alma.
Tempos mais tarde foi chamado pelo produtor Luis de Llano para atuar na telenovela DKDA: Sueños de juventud em 1999, história da qual ele forma parte do grupo musical de mesmo nome. Outros trabalhos na televisão dos quais participou fora: Mi destino eres tú 2000, La Intrusa 2001 onde atuou com Gabriela Spanic, e fez par romântico com a atriz Karla Álvarez, Niña... amada mía 2003 e Amarte es mi pecado 2004.
Jan também tem atuando em obras infantis, seguiu com sua carreira musical colocando a venda sua produção Y Te Vas, bajo la batuta de Christian de Walden. Em 2004 participou da telenovela protagonizada por Bárbara Mori e Eduardo Santamarina, a popular Rubí, interpretando o personagem 'Marco'. No ano de 2007 Jan atuou na telenovela Destilando amor.
Em junho de 2008 Jan se casou pela segunda vez com Beatriz Puig Félix, em Guanajuato. De 2002 a 2003 esteve casado com a ex rainha da beleza Alejandra Quintero. Jan é formado em Comunicação e sonha ter uma família com muitos filhos.

## Telenovelas
- 2007 - Destilando amor.... Patricio Iturbe
- 2006 - Heridas de amor.... Luciano Sartori
- 2005 - Alborada.... Santiago de Corsa
- 2005 - Peregrina.... Jan
- 2004 - Apuesta por un amor.... Dr. Felipe Calzada
- 2004 - Rubí.... Marco Rivera
- 2004 - Amarte es mi pecado.... Roberto Peña
- 2003 - Niña... amada mía.... Mauricio Gonzales
- 2001 - La Intrusa.... Johnny
- 2000 - Mi destino eres tú.... Fernando Rivadeneira Del Encino
- 1999 - DKDA: Sueños de juventud.... Rodrigo Arias
- 1998 - Soñadoras.... Gerardo

## Outros trabalhos na Tv
- 2005 - Vecinos.... Carlos
- 2003 - Mujer, casos de la vida real
- 2003 - Juego de niños
- 2001 - Navidad sin Fin.... Rodito

## Discografia
- 1999 - Acariciame el alma
- 1997 - Jan